# Kuwaitischer Amateurfunkverband
Der Kuwaitische Amateurfunkverband, englisch Kuwait Amateur Radio Society (KARS), arabisch االجمعية الكويتية لهواة اللاسلكي, DMG al-Ǧamʿiyya al-kuwaitiyya li-Huwāt al-Lāsilkī, ist die nationale Vereinigung der Funkamateure im Emirat Kuwait.

## Geschichte
Der Verband fördert den Amateurfunk im Sinne einer friedlichen Gemeinschaft von Menschen, die mithilfe der Funktechnik weltweit miteinander kommunizieren. Er unterstützt dieses Hobby und hilft insbesondere bei Notfällen oder in Katastrophensituationen. Er begrüßt die Teilnahme an internationalen Wettbewerben und weiteren Aktivitäten, wie:
- QRP – Sendebetrieb mit kleiner Leistung,
- VHF und UHF – Lokale Kommunikation auf dem 2-Meter- und 70-Zentimeter-Band,
- DXen – Fernkommunikation auf den HF-Bändern (10 m bis 80 m),
- Notfalldienste – bei Überschwemmungen, Erdrutschen, Erdbeben, Stürmen und Unfällen,
- Technisches Experimentieren – Lizenzierte Funkamateure genießen das Privileg, mit selbstgebauter Ausrüstung auf Sendung gehen zu dürfen,
- Contesting – Amateurfunk als Wettbewerb,
- Weltraumkommunikation – über Amateurfunksatelliten oder mit Weltraumfunkstellen,
- Digitale Betriebsarten – wie D-STAR oder FT8,
- Morsecode – Die ursprüngliche Art der Funkkommunikation,
- Diplome – DXCC, IOTA oder WAZ,
- Aktionen – YOTA.[1]

KARS ist Mitglied in der International Amateur Radio Union (IARU Region 1), der internationalen Vereinigung von Amateurfunkverbänden, und vertritt dort die Interessen der Funkamateure des Landes.